# 在デトロイト日本国総領事館
在デトロイト日本国総領事館（ざいデトロイトにほんこくそうりょうじかん、英語: Consulate-General of Japan in Detroit）は、アメリカ合衆国ミシガン州デトロイトにある日本の外交機関である。

## 概説
総領事館はデトロイト下ダウンタウン、ルネサンス・センター（英語：GM Renaissance Center）Tower 400　Suite 1600 にある。
この総領事館の管轄地域にはミシガン州とオハイオ州が含まれる。
日本国政府は米国の日本国のイメージを改善するために、また日本国政府と米国の自動車会社の緊張を緩和するために領事機関の開設を提案した。
また、総領事館の開設は日本企業の増加とミシガン州とオハイオ州に在住する日本国民の増加によるものでもある。
日米政府の高官も、総領事館の開設が日米貿易摩擦緩和に繋がることを希望した。
総領事館は両国の企業と貿易を発展させるために、また、ミシガン州とオハイオ州に在住の日本国民に貢献するために存在する。2012年の時点で、この二つの州に日本人が18,000名住んでいた。

## 歴史
開設は1993年1月11日に予定されたが、総領事館はあるホテルということであった。
そのようなニュースがダウンタウンデトロイト紙で報道された。
日本人の高官はしかし、恒久的な事務所を求めていた。 榎泰邦が初代総領事であった。
1993年に 「ジャパン ダイジェスト」は日本政府は米国製の車を日本に輸出させ、検査し、運転するために、ある公務員を常駐させる計画があると報道した。この計画は、米国車が日本の法規に合致する排気ガス規制や安全性を備えることを確実にするであろう。このことに関して、米国の自動車産業は日本の対応の遅さに関して苦情を述べていた。
2011年の東日本大震災発生後、総領事館は200以上の団体や個人から合計268,000ドルの救援募金を受け取った。松田邦紀総領事はミシガン州とオハイオ州の人々に感謝の言葉を述べた。